# Équipe du Brésil des moins de 20 ans de football
Maillots
L'équipe du Brésil des moins de 20 ans est une sélection de joueurs de moins de 20 ans au début des deux années de compétition placée sous la responsabilité de la Fédération du Brésil de football.
L'équipe a remporté 10 fois le Championnat des moins de 20 ans de la CONMEBOL et a remporté 5 fois la Coupe du monde de football des moins de 20 ans.

## Parcours en Coupe d'Amérique du Sud des nations junior
| - 1954 : Finaliste - 1958 : 3e - 1964 : Ne participe pas - 1967 : Demi-finaliste - 1971 : 3e en phase de groupe - 1974 : Vainqueur - 1975 : 5e - 1977 : Finaliste - 1979 : 4e - 1981 : Finaliste - 1983 : Vainqueur - 1985 : Vainqueur - 1987 : Finaliste |  | - 1988 : Vainqueur - 1991 : Vainqueur - 1992 : Vainqueur - 1995 : Vainqueur - 1997 : Finaliste - 1999 : 3e - 2001 : Vainqueur - 2003 : Finaliste - 2005 : Finaliste - 2007 : Vainqueur - 2009 : Vainqueur - 2011 : Vainqueur - 2013 : 9e |  | - 2015 : 4e - 2017 : 5e - 2019 : 5e - 2023 : Vainqueur - 2025 : Vainqueur |

## Parcours en Coupe du monde des moins de 20 ans
| - 1977 : 3e - 1979 : Non-qualification - 1981 : Quart de finaliste - 1983 : Vainqueur - 1985 : Vainqueur - 1987 : Quart de finaliste - 1989 : 3e - 1991 : Finaliste - 1993 : Vainqueur - 1995 : Finaliste - 1997 : Quart de finaliste - 1999 : Quart de finaliste |  | - 2001 : Quart de finaliste - 2003 : Vainqueur - 2005 : 3e - 2007 : Huitième de finaliste - 2009 : Finaliste - 2011 : Vainqueur - 2013 : Non-qualification - 2015 : Finaliste - 2017 : Non-qualification - 2019 : Non-qualification - 2023 : Quart de finaliste |

## Palmarès
- Coupe du monde des moins de 20 ans :
  - Vainqueur (5) : 1983, 1985, 1993, 2003 et 2011.
  - Finaliste (4) : 1991, 1995, 2009 et 2015.

- Championnat des moins de 20 ans de la CONMEBOL : 
  - Vainqueur (13) : 1974, 1983, 1985, 1988, 1991, 1992, 1995, 2001, 2007, 2009, 2011, 2023 et 2025
  - Vice-champion (7) : 1954, 1977, 1981, 1987, 1997, 2003 et 2005.

- Tournoi de Toulon
  - Vainqueur (9) : 1980, 1981, 1983, 1995, 1996, 2002, 2013, 2014 et 2019
  - Finaliste (2) : 1993 1999

## Sélection actuelle
Cette section représente les matchs amicaux contre Bahia, Vitoria et l'EC Canaa du 23 au 29 mars 2022.
Gardiens
- Mycael Pontes
- Kaique
- Kauã

Défenseurs
- Lucas Kawan
- André Dhominique
- Patryck Lanza
- Cuiabano
- Lucas Belezi
- Weverton
- Robert Renan
- Rômulo

Milieux
- Juninho
- Andrey
- Marlon Gomes
- Jader
- Weslley Patati
- Matheus França

Attaquants
- Werton
- Sávio
- Marcos Leonardo
- Matheus Nascimento
- Matheus Martins
- Giovani

## Liste des joueurs en Coupe du monde
- Liste des joueurs pour la Coupe du monde des moins de 20 ans 2009

| Numéro / Nom       | Numéro / Nom      | Equipe actuelle     | Date de naissance | J.              |                 |                 |                 |                 |
| Gardiens de but    | Gardiens de but   | Gardiens de but     | Gardiens de but   | Gardiens de but | Gardiens de but | Gardiens de but | Gardiens de but | Gardiens de but |
| ------------------ | ----------------- | ------------------- | ----------------- | --------------- | --------------- | --------------- | --------------- | --------------- |
| 1                  | Rafael            | Cruzeiro            | 23.6.1989         | 7               | 0               | 0               | 0               | 0               |
| 12                 | Renan Ribeiro     | Atlético Mineiro    | 23.3.1990         | 0               | 0               | 0               | 0               | 0               |
| 21                 | Saulo             | Sport               | 2.4.1989          | 0               | 0               | 0               | 0               | 0               |
| Défenseurs         |                   |                     |                   |                 |                 |                 |                 |                 |
| 2                  | Douglas           | Goiás               | 6.8.1990          | 5               | 0               | 3               | 0               | 0               |
| 3                  | Dalton            | Fluminense          | 5.2.1990          | 6               | 0               | 1               | 0               | 0               |
| 4                  | Rafael Tolói      | Goiás               | 10.10.1990        | 5               | 0               | 2               | 0               | 0               |
| 6                  | Diogo             | São Paulo           | 30.12.1989        | 6               | 0               | 1               | 0               | 0               |
| 14                 | Fabrício          | Flamengo            | 20.2.1990         | 2               | 0               | 0               | 0               | 0               |
| 16                 | Bruno Bertucci    | Corinthians         | 27.4.1990         | 2               | 0               | 1               | 0               | 0               |
| Milieux de terrain |                   |                     |                   |                 |                 |                 |                 |                 |
| 5                  | Renan             | Atlético Paranaense | 9.10.1989         | 5               | 0               | 1               | 0               | 0               |
| 7                  | Alex Teixeira     | Vasco da Gama       | 1.6.1990          | 7               | 3               | 1               | 0               | 0               |
| 8                  | Maylson           | Grêmio              | 6.3.1989          | 5               | 0               | 2               | 0               | 0               |
| 10                 | Idinson           | Internacional       | 10.11.1984        | 6               | 1               | 1               | 0               | 0               |
| 11                 | Oscar             | Internacional       | 09.09.1991        | 7               | 1               | 0               | 0               | 0               |
| 13                 | Douglas Costa     | Grêmio              | 14.7.1990         | 4               | 1               | 0               | 0               | 0               |
| 15                 | Wellington Júnior | Botafogo            | 20.6.1989         | 4               | 0               | 1               | 0               | 0               |
| 17                 | Souza             | Vasco da Gama       | 11.2.1989         | 5               | 0               | 4               | 0               | 0               |
| 18                 | Boquita           | Corinthians         | 18.2.1990         | 5               | 1               | 0               | 0               | 0               |
| Attaquants         |                   |                     |                   |                 |                 |                 |                 |                 |
| 9                  | Alan Kardec       | Internacional       | 12.1.1989         | 7               | 4               | 1               | 0               | 0               |
| 19                 | Maicon            | Fluminense          | 18.2.1990         | 6               | 1               | 1               | 0               | 0               |
| 20                 | Ciro              | Sport               | 18.4.1989         | 2               | 1               | 1               | 0               | 0               |
| Sélectionneur      |                   |                     |                   |                 |                 |                 |                 |                 |
|                    | Rogério Lourenço  | 20.03.1971          |                   |                 |                 |                 |                 |                 |

- Liste des joueurs pour la Coupe du monde des moins de 20 ans 2011

| Numéro / Nom       | Numéro / Nom      | Equipe actuelle        | Date de naissance | J.              |                 |                 |                 |                 |
| Gardiens de but    | Gardiens de but   | Gardiens de but        | Gardiens de but   | Gardiens de but | Gardiens de but | Gardiens de but | Gardiens de but | Gardiens de but |
| ------------------ | ----------------- | ---------------------- | ----------------- | --------------- | --------------- | --------------- | --------------- | --------------- |
| 1                  | Gabriel           | Cruzeiro Esporte Clube | 23.6.1989         | 7               | 0               | 0               | 0               | 0               |
| 12                 | Renan Ribeiro     | Atlético Mineiro       | 23.3.1990         | 0               | 0               | 0               | 0               | 0               |
| 21                 | Aleks             | Sport                  | 2.4.1989          | 0               | 0               | 0               | 0               | 0               |
| Défenseurs         |                   |                        |                   |                 |                 |                 |                 |                 |
| 2                  | Douglas           | Goiás                  | 6.8.1990          | 5               | 0               | 3               | 0               | 0               |
| 3                  | Dalton            | Fluminense             | 5.2.1990          | 6               | 0               | 1               | 0               | 0               |
| 4                  | Rafael Tolói      | Goiás                  | 10.10.1990        | 5               | 0               | 2               | 0               | 0               |
| 6                  | Diogo             | São Paulo              | 30.12.1989        | 6               | 0               | 1               | 0               | 0               |
| 14                 | Fabrício          | Flamengo               | 20.2.1990         | 2               | 0               | 0               | 0               | 0               |
| 16                 | Bruno Bertucci    | Corinthians            | 27.4.1990         | 2               | 0               | 1               | 0               | 0               |
| Milieux de terrain |                   |                        |                   |                 |                 |                 |                 |                 |
| 5                  | Renan             | Atlético Parananense   | 9.10.1989         | 5               | 0               | 1               | 0               | 0               |
| 7                  | Dudu              | Cruzeiro               | 07.01.1992        | ?               | ?               | ?               | ?               | ?               |
| 8                  | Maylson           | Grêmio                 | 6.3.1989          | 5               | 0               | 2               | 0               | 0               |
| 10                 | Giuliano          | Internacional          | 31.5.1990         | 6               | 1               | 1               | 0               | 0               |
| 11                 | Oscar             | Internacional          | 09.09.91          | 7               | 1               | 0               | 0               | 0               |
| 13                 | Douglas Costa     | Grêmio                 | 14.7.1990         | 4               | 1               | 0               | 0               | 0               |
| 15                 | Wellington Júnior | Botafogo               | 20.6.1989         | 4               | 0               | 1               | 0               | 0               |
| 17                 | Alan Patrick      | Santos                 | 13.5.1991         | 5               | 0               | 4               | 0               | 0               |
| 18                 | Boquita           | Corinthians            | 18.2.1990         | 5               | 1               | 0               | 0               | 0               |
| Attaquants         |                   |                        |                   |                 |                 |                 |                 |                 |
| 9                  | Willian           | Internacional          | 12.1.1989         | 7               | 4               | 1               | 0               | 0               |
| 19                 | Henrique          | São Paulo              | 18.2.1990         | 6               | 1               | 1               | 0               | 0               |
| 20                 | Negueba           | Sport                  | 18.4.1989         | 2               | 1               | 1               | 0               | 0               |
| Sélectionneur      |                   |                        |                   |                 |                 |                 |                 |                 |
|                    | Rogério Lourenço  | 20.03.1971             |                   |                 |                 |                 |                 |                 |

- Liste des joueurs pour la Coupe du monde des moins de 20 ans 2013

| Numéro / Nom       | Numéro / Nom     | Equipe actuelle  | Date de naissance | J.              |                 |                 |                 |                 |
| Gardiens de but    | Gardiens de but  | Gardiens de but  | Gardiens de but   | Gardiens de but | Gardiens de but | Gardiens de but | Gardiens de but | Gardiens de but |
| ------------------ | ---------------- | ---------------- | ----------------- | --------------- | --------------- | --------------- | --------------- | --------------- |
| 1                  | Luiz Gustavo     | Vitória          | 10.3.1993         | 4               | 0               | 0               | 0               | 0               |
| 12                 | Matheus Caldeira | Corinthians      | 10.4.1993         | 4               | 0               | 0               | 0               | 0               |
| 22                 | Jordi            | Vasco da Gama    | 3.9.1993          | 0               | 0               | 0               | 0               | 0               |
| Défenseurs         |                  |                  |                   |                 |                 |                 |                 |                 |
| 2                  | Wallace          | Fluminense       | 1.5.1994          | 4               | 0               | 0               | 0               | 0               |
| 3                  | Luan             | Vasco da Gama    | 10.2.1993         | 4               | 0               | 0               | 0               | 0               |
| 4                  | Dória            | Botafogo         | 8.11.1994         | 8               | 0               | 0               | 0               | 0               |
| 6                  | Mansur           | Vitória          | 17.4.1993         | 3               | 0               | 1               | 0               | 0               |
| 14                 | Samir            | Flamengo         | 5.12.1994         | 0               | 0               | 0               | 0               | 0               |
| 15                 | Igor Julião      | Fluminense       | 23.8.1994         | 2               | 0               | 0               | 0               | 0               |
| 16                 | Douglas Santos   | Náutico          | 22.3.1994         | 8               | 0               | 0               | 0               | 0               |
| Milieux de terrain |                  |                  |                   |                 |                 |                 |                 |                 |
| 5                  | Misael           | Grêmio           | 15.7.1994         | 3               | 0               | 0               | 0               | 0               |
| 7                  | Mattheus         | Flamengo         | 7.7.1994          | 3               | 0               | 0               | 0               | 0               |
| 8                  | Adryan           | Flamengo         | 10.7.1994         | 2               | 0               | 0               | 0               | 0               |
| 10                 | Felipe Anderson  | Santos           | 15.4.1993         | 2               | 1               | 0               | 0               | 0               |
| 17                 | Jadson           | Botafogo         | 30.8.1993         | 1               | 0               | 0               | 0               | 0               |
| 18                 | Lucas Cândido    | Atlético Mineiro | 25.12.1993        | 2               | 0               | 0               | 0               | 0               |
| 19                 | Fred             | Internacional    | 5.3.1993          | 2               | 1               | 0               | 0               | 0               |
| 20                 | Rafinha          | FC Barcelone B   | 12.2.1993         | 5               | 0               | 0               | 0               | 0               |
| Attaquants         |                  |                  |                   |                 |                 |                 |                 |                 |
| 9                  | Ademilson        | São Paulo        | 9.1.1994          | 8               | 0               | 0               | 0               | 0               |
| 11                 | Marcos Júnior    | Fluminense       | 19.1.1993         | 3               | 1               | 0               | 0               | 0               |
| 13                 | Bruno Mendes     | Botafogo         | 2.8.1994          | 3               | 0               | 0               | 0               | 0               |
| 21                 | Leandro          | Palmeiras        | 12.5.1993         | 1               | 0               | 0               | 0               | 0               |
| Sélectionneur      |                  |                  |                   |                 |                 |                 |                 |                 |
|                    | Alexandre Gallo  | 29.5.1967        |                   |                 |                 |                 |                 |                 |